# Clan des Casalesi
Le Clan des Casalesi est une structure particulière au sein de la Camorra (mafia napolitaine). Le clan est constitué par le regroupement de 7 familles dont l'organisation est similaire à celle de la Cosa Nostra sicilienne. C'est l'un des clans mafieux le plus puissant d'Italie,. Selon le parquet anti-mafia de Naples, le chiffre d'affaires annuel du clan serait de 30 milliards de dollars. Il contrôle la province de Caserte à partir de son fief de Casal di Principe, et serait responsable de 686 meurtres entre 1985 et 2004.
Le clan est parmi les organisations criminelles les plus puissantes et influentes dans le monde avec environ 150 à 160 dirigeants et 8 000 à 9 000 membres.

## Histoire
La naissance des Casalesi daterait du 8 décembre 1978, jour pendant lequel les petits clans agricoles regroupés autour du chef historique Antonio Bardellino décident de dépasser l'activité de racket et des appels d'offres de se lancer dans le trafic de drogue. Ils signent alors un pacte et forment le cartel des Casalesi réunissant toutes les familles camorristes de la province de Caserte, située  dans l'arrière-pays napolitain. Ils s'attaquent notamment au pouvoir de Raffaele Cutolo, le grand parrain de Naples et grâce à des séries de meurtres s'imposent dans la région.
Depuis les années 1980, le clan des Casalesi est en compétition avec les Nigérians, présents dans la région de Naples. Ceux-ci organisent l'immigration clandestine des Africains afin de transporter de la drogue et participent au contrôle du marché de la prostitution. Le 18 septembre 2008, le clan est soupçonné d'avoir perpétré le Massacre de Castel Volturno pour des conflits de territoire et de paiement du pizzo,.
En 1998, Francesco Schiavone, considéré comme le numéro un du clan mafieux, est arrêté par la police. Quatre de ses cinq fils se trouvent également en prison. En 2008, lors du procès baptisé Spartacus, il est condamné ainsi que son bras droit Francesco Bidognetti, spécialisé dans le racket du ciment et le business des déchets, à la prison à vie.
En 2007, Anna Carrino, la compagne de Francesco Bidognetti, elle-même fortement impliquée dans les activités criminelles décide de collaborer avec la justice. Cette trahison est d'autant plus inacceptable pour le clan qu'elle provient d'une femme
En 2011, Michele Zagaria, le chef de son principal clan est arrêté par la police. L'opération de la police conduit à l'arrestation d'une cinquantaine de personnes appartenant ou liées à deux familles du clan. Le clan Zagaria s'était notamment spécialisé dans les extorsions et dans le secteur du bâtiment et des travaux publics, ses entreprises gagnant des marchés dans toute l'Italie.
En 2014, un des quatre chefs du clan Casalesi, Antonio Iovine, condamné à la prison à vie, décide de collaborer avec des enquêteurs à Naples, 
Parmi les activités principales des Casalesi se trouvent le racket de travaux publics, la drogue, le contrôle des places de vente de stupéfiants et l'enterrement de tonnes de déchets hautement toxiques dans la région de Naples.